# ساری‌قیه (هشترود)
ساری‌قیه یکی از روستاهای استان آذربایجان شرقی است که در دهستان نظرکهریزی بخش نظرکهریزی شهرستان هشترود واقع شده‌است.جمعیت ۸۰۰نفر و حدودا ۲۱۰خانوار است.